# Montardo
Le Montardo est un sommet des Pyrénées centrales espagnoles de la comarque du Val d'Aran. Il s'élève à 2 833 m, et, de par la fascination qu'il génère et sa localisation, il est l'une des montagnes les plus connues de la comarque et de toutes les Pyrénées, appelée localement Montarto.

## Géographie

### Topographie
Par sa posture un peu décalée de son axe central, il constitue un mirador circulaire, d'où on peut jouir d'une vue splendide sur tout le Val d'Aran. C'est aussi pour cette raison que sa silhouette, depuis le pla de Verte ou du village d'Arties, sur la commune de Naut Aran, est emblématique.

## Voies d'accès
En dépit de la sévérité de son aspect contemplé depuis Valarties, c'est un sommet facile d'accès par le versant sud. Sans doute pour cette raison, on ne dispose pas de donnée sur sa première ascension ; à part la forte pente des cents derniers mètres, le sommet est facilement accessible par un chemin rocheux et des versants herbeux.
Durant les mois d'été, beaucoup d'adeptes le fréquentent. Deux refuges bien équipés (le refuge Joan Ventosa i Calvell dans la vallée de Boí, et celui de la Restanca à Valarties) accueillent les randonneurs pour un séjour agréable.
En hiver se pratiquent également des ascensions à ski. Les descentes se font presque toujours par la voie d'ascension (la Restanca), bien qu'il existe des itinéraires (plus difficiles) par la vallée de Rencules. En revanche, l'accès par la face nord est difficile et dangereux.